# Giacomo Cornolti
Giacomo Cornolti (Bergamo, 12 aprile 1900 – Bergamo, 25 gennaio 1989) è stato un calciatore e organaro italiano, di ruolo attaccante.

## Carriera
Appartenente ad una famiglia di calciatori (i fratelli Pierino e Riccardo giocarono anch'essi nell'Atalanta), cresce nella Bergamasca per passare all'Atalanta dopo la fusione tra le due squadre, debuttando nella prima categoria (l'attuale Serie A).
Con i neroazzurri disputa per undici stagioni tra Serie A e Serie B totalizzando 117 presenze e 35 reti.
Conclude poi la carriera con Clarense e Trevigliese, entrambe nel campionato di Prima Divisione.
Al termine della carriera calcistica rimase nel quadri dirigenziali dell'Atalanta svolgendo la mansione di osservatore, attività svolta fino al 1980.
Parallelamente all'attività calcistica si dedicò con il padre Canuto Cornolti ed il fratello Riccardo nella costruzione e la riparazione o restaurazione di organi, specializzato in organi Serassi-Bossi, attività che gli valse il titolo di maestro organaro e che proseguì fino agli anni settanta.

## Palmarès

### Club

#### Competizioni nazionali
- Seconda Divisione: 1

Atalanta: 1922-1923
- Prima Divisione: 1

Atalanta: 1927-1928